# Мађере (Прокупље)
Мађере је насељено место града Прокупља у Топличком округу. Према попису из 2022. било је 225 становника (према попису из 1991. било је 436 становника).

## Демографија
У насељу Мађере живи 305 пунолетних становника, а просечна старост становништва износи 48,7 година (45,2 код мушкараца и 52,6 код жена). У насељу има 140 домаћинстава, а просечан број чланова по домаћинству је 2,59.
Ово насеље је великим делом насељено Србима (према попису из 2002. године), а у последња три пописа, примећен је пад у броју становника.
|  |

| Демографија | Демографија | Демографија |
| Година      | Становника  | Становника  |
| ----------- | ----------- | ----------- |
| 1948.       | 1.062       |             |
| 1953.       | 1.089       |             |
| 1961.       | 928         |             |
| 1971.       | 716         |             |
| 1981.       | 557         |             |
| 1991.       | 436         | 426         |
| 2002.       | 363         | 378         |

| Етнички састав према попису из 2002.‍ | Етнички састав према попису из 2002.‍ | Етнички састав према попису из 2002.‍ | Етнички састав према попису из 2002.‍ | Етнички састав према попису из 2002.‍ |
| ------------------------------------ | ------------------------------------ | ------------------------------------ | ------------------------------------ | ------------------------------------ |
|                                      |                                      |                                      |                                      |                                      |
| Срби                                 | Срби                                 |                                      | 359                                  | 98,89%                               |
| Црногорци                            | Црногорци                            |                                      | 2                                    | 0,55%                                |
| Македонци                            | Македонци                            |                                      | 1                                    | 0,27%                                |
| непознато                            | непознато                            |                                      | 1                                    | 0,27%                                |

| Година пописа     | 1948. | 1953. | 1961. | 1971. | 1981. | 1991. | 2002. |
| ----------------- | ----- | ----- | ----- | ----- | ----- | ----- | ----- |
| Број домаћинстава | 185   | 203   | 205   | 183   | 180   | 147   | 140   |

| Број чланова      | 1  | 2  | 3 | 4  | 5 | 6  | 7 | 8 | 9 | 10 и више | Просек |
| ----------------- | -- | -- | - | -- | - | -- | - | - | - | --------- | ------ |
| Број домаћинстава | 42 | 54 | 8 | 13 | 7 | 11 | 4 | 1 | 0 | 0         | 2,59   |

| Пол    | Укупно | Неожењен/Неудата | Ожењен/Удата | Удовац/Удовица | Разведен/Разведена | Непознато |
| ------ | ------ | ---------------- | ------------ | -------------- | ------------------ | --------- |
| Мушки  | 159    | 38               | 104          | 14             | 3                  | 0         |
| Женски | 158    | 10               | 105          | 40             | 3                  | 0         |
| УКУПНО | 317    | 48               | 209          | 54             | 6                  | 0         |

| Пол    | Укупно                    | Пољопривреда, лов и шумарство | Рибарство                            | Вађење руде и камена | Прерађивачка индустрија       |
| ------ | ------------------------- | ----------------------------- | ------------------------------------ | -------------------- | ----------------------------- |
| Мушки  | 92                        | 49                            | 0                                    | 0                    | 23                            |
| Женски | 48                        | 39                            | 0                                    | 0                    | 3                             |
| УКУПНО | 140                       | 88                            | 0                                    | 0                    | 26                            |
| Пол    | Производња и снабдевање   | Грађевинарство                | Трговина                             | Хотели и ресторани   | Саобраћај, складиштење и везе |
| Мушки  | 0                         | 2                             | 2                                    | 0                    | 5                             |
| Женски | 0                         | 0                             | 1                                    | 0                    | 0                             |
| УКУПНО | 0                         | 2                             | 3                                    | 0                    | 5                             |
| Пол    | Финансијско посредовање   | Некретнине                    | Државна управа и одбрана             | Образовање           | Здравствени и социјални рад   |
| Мушки  | 0                         | 0                             | 5                                    | 0                    | 0                             |
| Женски | 0                         | 0                             | 0                                    | 2                    | 0                             |
| УКУПНО | 0                         | 0                             | 5                                    | 2                    | 0                             |
| Пол    | Остале услужне активности | Приватна домаћинства          | Екстериторијалне организације и тела | Непознато            | Непознато                     |
| Мушки  | 0                         | 0                             | 0                                    | 6                    | 6                             |
| Женски | 0                         | 0                             | 0                                    | 3                    | 3                             |
| УКУПНО | 0                         | 0                             | 0                                    | 9                    | 9                             |